# 白族心史——《白古通记》研究
《白族心史——〈白古通记〉研究》是侯冲关于白族文化和云南地方史料的专著。全书35万字。2002年5月由云南民族出版社出版，收入《白族文化研究丛书》；之后入选《云南文库·当代云南社会科学百人百部优秀学术著作丛书》，在2011年7月由云南人民出版社再版。作者利用历史学、宗教学、文献学和神话学等多种方法，阐述了对《白古通记》的称名、成书、时代背景、使用文字、内容及其对云南地方史志、白族文学的影响，探讨了《白古通记》与白族历史、白族民族意识的关系。